# そして我らは死者を思った
そして我らは死者を思った (そしてわれらはししゃをおもった、ドイツ語: Und wir dachten der Toten) は、フランツ・リストが作曲したピアノ伴奏による歌曲である。サール番号はS.338。リスト最晩年の1884年に作曲された。

## 曲の構成
Langsam (ゆっくりと)、4分の4拍子、ハ短調。
わずか23小節しかないきわめて短い歌曲であるだけでなく、リスト晩年に特有の簡略化した音楽が特徴的である。調号はハ短調だが、導入部の調性感はあいまいである。
声楽パートは朗唱風であり、旋律の美しさで聞かせる歌曲ではない。ピアノ伴奏は単音であったり、単純な和声やトレモロによって声を支える伴奏で、中期までのリストの歌曲と比べると非常に簡潔である。

## 作曲時期
1884年に作曲された。

## 編成
- 独唱
- ピアノ伴奏

独唱にはアルトまたはバリトンの指示がある。

## 歌詞
フェルディナント・フライリヒラートの8連からなる詩『グラヴェロットのトランペット』の最後の1連だけを用いている。リストは、この曲以外にも歌曲『おお、愛しうる限り愛せ』(『愛の夢』第3番の原曲) でフライリヒラートの詩を用いている。
この詩は、普仏戦争のマルス・ラ・トゥールの戦い (1870年8月16日にフランス北西部のマルス・ラ・トゥール村近郊で戦われた戦闘) における「死の騎行」を扱ったもので、突撃を指揮したアダルベルト・フォン・ブレドウ少将の軍功を讃えるために作られた。
| 歌詞 (ドイツ語)                              | 対訳                                 |
| -------------------------------------------- | ------------------------------------ |
| Und nun kam die Nacht, und wir ritten hidann | そして夜の帳が降り、我らは騎乗した。 |
| Rundum die Cachtfuer lohton;                 | 松明が至る所で輝いていた。           |
| Die Rosse schnoben, der Regen rann--         | 馬は鼻息荒く、雨は土砂降りだった     |
| Und wir dachten der Toten!                   | そして、我らは死者を思った。         |

## 出版
リストの生前には出版されず、リスト旧全集が編纂された時に収録され初出版された。

## 録音
- F.Liszt, The Complete Songs Volume 3, ハイペリオン CDA67956, ジェラルド・フィンリー（英語版） (バリトン) ジュリウス・ドレイク（英語版） (ピアノ)

### 注
1. ↑  プロイセンの軍人アダルベルト・フォン・ブレドウ少将（英語版）率いる騎兵旅団がフランス砲兵隊に向かって行った突撃作戦のこと。プロイセン軍に勝利をもたらしたが、最初800人いた兵士のうち380人もの死者を出すという壊滅的損害を出した[1]。
2. ↑  1922年刊